# Гірський корпус «Норвегія»
Гірський корпус «Норвегія» (нім. Gebirgs-Korps Norwegen) — гірський корпус Вермахту за часів Другої світової війни. 10 листопада 1942 переформований на 19-й гірський корпус.

## Історія
Гірський корпус «Норвегія» був сформований 1 липня 1940 шляхом переформування 21-ї армійської групи (нім. Gruppe XXI) в Норвегії.

## Райони бойових дій
- Норвегія (липень 1940 — листопад 1942).

## Командування

### Командири
- генерал-лейтенант, з 19 липня 1940 генерал гірсько-піхотних військ Едуард Дітль (нім. Eduard Dietl) (1 липня 1940 — 15 січня 1942);
- генерал-майор, з 28 лютого 1942 генерал-лейтенант, з 15 травня 1942 генерал гірсько-піхотних військ Фердинанд Шернер (нім. Ferdinand Schörner) (15 січня — 10 листопада 1942).

## Бойовий склад гірського корпусу «Норвегія»
Формування управління, забезпечення та підтримки
- 109-те артилерійське командування (Arko 109);
- 477-ме управління корпусного постачання (Korps-Nachschubtruppen 477);
- 463-й корпусний батальйон зв'язку (Korps Nachrichten-Abteilung 463), з 1942 — 419-й корпусний батальйон зв'язку;
- 10-й гірський батальйон реактивних мінометів (Gebirgs Nebelwerfer Abteilung 10);
- 55-й батальйон гірських носильників (Gebirgs Träger Bataillon 55);
- 463-й взвод фельджандармерії (Feldgendarmerietrupp 463), з 1942 — 419-й взвод фельджандармерії;
- 477-й топографічний відділ корпусу (Korps-Kartenstelle 477), з 1942 — 419-й топографічний відділ корпусу.

- 3-тя гірсько-піхотна дивізія (3. Gebirgs-Division).

- 2-га гірсько-піхотна дивізія (2. Gebirgs-Division);
- 3-тя гірсько-піхотна дивізія.

- 199-та піхотна дивізія (199. Infanterie-Division);
- 702-га піхотна дивізія (702. Infanterie-Division);
- 2-га гірсько-піхотна дивізія;
- 3-тя гірсько-піхотна дивізія.

- 2-га гірсько-піхотна дивізія;
- 3-тя гірсько-піхотна дивізія;
- 40-й танковий батальйон спеціального призначення (Panzer-Abteilung z.b.V. 40).

- 2-га гірсько-піхотна дивізія;
- 3-тя гірсько-піхотна дивізія.

- 2-га гірсько-піхотна дивізія;
- 3-тя гірсько-піхотна дивізія;
- 6-та гірсько-піхотна дивізія (6. Gebirgs-Division);
- 9-й піхотний полк СС (SS-Infanterie-Regiment 9);
- 388-й піхотний полк (Infanterie-Regiment 388);
- 14-й піхотний полк (Фінляндія) (finn. Infanterie-Regiment 14);
- піхотний батальйон «Петсамо» (Фінляндія) (finn Infanterie-Bataillon Petsamo).

- 2-га гірсько-піхотна дивізія;
- 3-тя гірсько-піхотна дивізія;
- 6-та гірсько-піхотна дивізія;
- 9-й піхотний полк СС;
- 388-й піхотний полк;
- 14-й піхотний полк (Фінляндія).

- 2-га гірсько-піхотна дивізія;
- 3-тя гірсько-піхотна дивізія;
- 6-та гірсько-піхотна дивізія;
- 388-й піхотний полк;
- 14-й піхотний полк (Фінляндія).

- 2-га гірсько-піхотна дивізія;
- 6-та гірсько-піхотна дивізія;
- 388-й піхотний полк;
- 14-й піхотний полк (Фінляндія).

- 2-га гірсько-піхотна дивізія;
- 6-та гірсько-піхотна дивізія.

- 2-га гірсько-піхотна дивізія;
- 3-тя гірсько-піхотна дивізія;
- 6-та гірсько-піхотна дивізія;
- Частини:
  - 69-ї піхотної дивізії (69. Infanterie-Division);
  - 214-ї піхотної дивізії (214. Infanterie-Division).